# Max Sterk
Max Sterk (* 5. Dezember 1951) ist ein ehemaliger Fußballspieler.

## Sportlicher Werdegang
Sterk begann mit dem Fußballspielen beim SV Mochenwangen, ehe er sich dem Drittligisten FV Ravensburg anschloss. Für den Klub spielte er bis 1974 in der Amateurliga Schwarzwald-Bodensee. Anschließend folgte er einem Angebot der Stuttgarter Kickers, für die er in der Zweitliga-Spielzeit 1974/75 zu drei Einsätzen in der 2. Bundesliga kam und parallel in der Reservemannschaft spielte.
Im Sommer 1975 kehrte Sterk zum FV Ravensburg zurück. Nach Plätzen im mittleren Tabellenbereich qualifizierte er sich im Sommer 1978 mit einem vierten Tabellenplatz für die neu geschaffene Oberliga Baden-Württemberg. Nach acht Toren in 33 Spielen, mit denen er zum Klassenerhalt punktgleich mit dem SV Kuppenheim und Absteiger SV Neckargerach beigetragen hatte, wechselte er zum FV Bad Saulgau 04 in die fünftklassige Landesliga Württemberg. Über den FC Fleischwangen kehrte er 1980 erneut zum FV Ravensburg zurück. Er bestritt eine Saison in der Oberliga für die Südwürttemberger, ehe er erneut in die Landesliga Württemberg wechselte und fortan für den FV Bad Waldsee gegen den Ball trat.